# Marie de Quatrebarbes
Pour les autres membres de la famille, voir Famille de Quatrebarbes.
Marie de Quatrebarbes, née en 1984, est une poétesse et écrivaine française.

## Biographie
Née en 1984, Marie de Quatrebarbes a publié plusieurs livres de poésie, ainsi que des textes et des poèmes dans différentes revues (Ce qui secret, L'Ours Blanc, Muscle, Sarrazine, Mouvement, Catastrophes et Diacritik, notamment).
Elle fonde en 2014 avec son compagnon Maël Guesdon et Benoît Berthelier une revue de poésie et de traduction, La tête et les cornes, ; le troisième numéro est consacré au cinéaste Alain Cavalier,. En 2016 Marie de Quatrebarbes réédite l'ensemble de l'œuvre poétique de Michel Couturier, qui fut le premier traducteur de français du poète américain John Ashbery, et coordonna avec Claude Royet-Journoud et Anne-Marie Albiach la revue Siècle à mains.
Elle a été membre du collectif remue.net qu'elle a co-présidé en 2014 et pour lequel elle a organisé diverses rencontres et événements.
Elle est invitée à lire et performer lors de festivals et rencontres de poésie en France et à l'étranger : en mai 2018 au festival Les Possible(s) en Bretagne ; au festival Poetry International à Rotterdam en 2018 ; au Felix Poetry Festival à Anvers en août 2018.
Le 19 novembre 2021, elle est lauréate de l'une des Bourses Emmanuèle-Bernheim remises par le Fonds de Dotation Vendredi soir, créé par Serge Toubiana en hommage à la romancière, scénariste et collectionneuse du même nom.
Elle compose en 2022 une anthologie Unique, donnant à voir un tableau des écritures féminines récentes, intitulée Madame tout le monde.
En 2023, avec Maël Guesdon, elle succède à Fabienne Raphoz et Bertrand Fillaudeau à la tête des Éditions Corti,.

## Publications

### Poésie
- Les pères fouettards me hantent toujours, Lanskine, 2012[14].
- Transition pourrait être langue, Les Deux Siciles, 2013[15].
- La vie moins une minute, Lanskine, 2014[16],[17].
- Gommage de tête, Éric Pesty Éditeur, 2017[18],[19].
- Voguer, P.O.L, 2019[20],[21] (Prix Paul-Verlaine de l'Académie française, 2020[22]).
- Les vivres, P.O.L, 2021[23],[24].
- Vanités, Éric Pesty Éditeur, 2023[25],[26].
- Les éléments, P.O.L, 2024.

### Récit
- John Wayne est sous mon lit, cipM, collection « Le Refuge en Méditerranée », 2018[27].
- Aby, roman inspiré de la vie d'Aby Warburg, 2022, éd. P.O.L  (ISBN 2818055067)[28],[29].

### Traduction
- Discipline, Dawn Lundy Martin, traduit par Marie de Quatrebarbes, Maël Guesdon et Benoît Berthelier, éd. Joca séria, 2019[30].

### Direction
- Madame tout le monde, anthologie composée par Marie de Quatrebarbes, collection S!NG, Le Corridor bleu, 2022.

### En ligne
- Petite blessure — D'un visage l'autre, en collaboration avec Pierre-Damien Huyghe, dans Capitalisme et Schizophrénie, Ce qui secret, 2018